# Фагерща
Фагерща (на шведски: Fagersta) е град в централна Швеция, лен Вестманланд. Главен административен център на едноименната община Фагерща. Разположен е около река Колбексон. Намира се на около 220 km на северозапад от столицата Стокхолм и на около 70 km на северозапад от Вестерос. Основан е през 1611 г. Получава статут на град през 1944 г. ЖП възел. Населението на града е 11 130 жители според данни от преброяването през 2010 г.